# Diacira obliquata
Diacira obliquata är en insektsart som först beskrevs av John Obadiah Westwood 1845.  Diacira obliquata ingår i släktet Diacira och familjen Dictyopharidae. Inga underarter finns listade i Catalogue of Life.